# Ismar Fernandes
Ismar Fernandes (1914-1988) foi um neurologista brasileiro. Atuou como chefe do Departamento de Eletroencefalografia e de Métodos Gráficos do Instituto de Neurologia da Universidade Federal do Rio de Janeiro (UFRJ) e implantou a unidade de Eletrofisiologia Clínica do Hospital Universitário da instituição.